# 钛战机
钛战机（英文：TIE fighter）是星球大战系列中出现的一类攻击型星际战斗机。它的准确全称应该是，表示的是其所属的系列生产线中这一特别的战斗机型。这一系列飞船使用的都是双离子引擎（Twin Ion Engine），这正是它们名称中的由来。也有些中译本将中文译名理解为“领结”之意并参考了这种战斗机的外形，将它译作“领结式战斗机”，这种译法较为少见；而“钛战机”的译名符合音译，同时也由于这种战斗机的外壳是钛合金。一般来说，钛战机是一种轻便快速但较为脆弱的机型，是银河帝国的战斗机飞行员最常用的机种。在电影中钛战机只在经典三部曲《星球大战IV：新希望》、《星球大战V：帝国反击战》和《星球大战VI：绝地归来》中有频繁登场，而在星战其他的衍生作品中也是不可或缺的星战元素之一。它的造型特征是球体的驾驶舱和六边形的机翼，由于外形独特而令人印象深刻。
在星战的世界观中出现了多个钛战机的变种，这些钛系列飞船包括先进型钛战机（TIE/Ad Advanced）、钛轰炸机（TIE/bm Bomber）、钛拦截机（TIE/in Interceptor）、达斯·维达的私人钛战机（鈦先進型X1原型機）、較為少見的鈦防禦者(TIE/d defander)等。钛战机在现实世界中也有多项玩具及游戏产业面世。

## 起源和设计
钛战机的最初设计概念来自于工业光魔公司的科林·坎特韋爾，他为钛战机设计了球体的驾驶舱和六边形的机翼。和X翼战机一样，钛战机的最初设计颜色也是蓝色，同样是由于当时制作技术的原因无法和背景的蓝屏区分而改成了更显眼的灰色；而在《星球大战V：帝国反击战》和《星球大战VI：绝地归来》中技术已经进步，可以发现钛战机的颜色中添加了较淡的蓝色。声效设计师本·伯特为钛战机设计了特别的声响效果，它的机枪声实际是大象的叫声和汽车在雨天的高速路上驾驶的混音，而飞行时的轰鸣声则类似德国容克Ju 87“斯图卡”俯冲轰炸机。
在《星球大战IV：新希望》中钛战机与X翼战机在死星上空激斗的场面是对第二次世界大战中战斗机缠斗场面的再现。在制作过程中剪辑人员正是采用了二战的空战场面片段作为影片的拍摄脚本，而工业光魔公司则为这个场景制作了后期特效。

## 特點
早期的鈦戰機有個致命的問題，就是雷射炮的能源是直接取自引擎，因此在激烈纏鬥時總會導致雷射炮的威力和射程嚴重下降。
新型的標準鈦戰機加裝了獨立的武器能源產生器，而且可以在必要時將能源轉到引擎增加速度。
鈦戰機依然存在的缺點包括視野因為太陽能翼而受限、防禦力不足、空氣力學不佳等。此型鈦戰機在帝國軍中成為標準配備，服役數量最少時也有460億架以上，一艘滅星者通常可攜帶6個中隊的鈦戰機(72架)

## 描述
在星球大战的世界观中，钛战机的制造商是赛纳尔舰队系统。钛战机的太阳能电池板能够驱动双离子引擎从而使机体获得很高的速度，并且钛战机还具有很高的加速度和操控性。这些优越性的代价是，为了简化设计机体组件放弃了超空间引擎、救生系统和护盾，这使得钛战机无法进行远距离的航行，护盾的缺乏也使得它们相当脆弱，没有弹射座椅的设计对帝国飞行员的生命安全更是严重的隐患。它们在攻击时往往也要依赖数量上能取得优势，幸而低廉的造价正好可以满足这一需求。在帝国与叛军联盟的交战中，叛军飞行员精湛的驾驶技术和成熟的战斗经验以及总体性能更为优越的X翼战机使得帝国钛战机吃尽苦头。随着帝国内战逐渐进入高潮，很多帝国钛战机兵工厂都开始制造更复杂更先进的钛系列战机，如先进型钛战机、钛拦截机等。

### 银河帝国常见鈦战机
鈦先進型v1星际战机（TIE Advanced v1）
鈦高级v1星际战机是银河帝国西纳舰队系统鈦战机中的一种实验性战机，研发大致上以旧银河共和国所获的西斯渗透者为基础。这种战机常为帝国判官所用。
鈦先進型X1原型機（TIE Advanced x1 Prototype）
鈦先進型X1原型機是西纳舰队系统鈦战机中的佼佼者，作为鈦先進型v1星际战机的进一步发展，後來成為先進戰鬥機鈦復仇者和鈦截擊機的前身。配備更加精巧的瞄准追踪系统，能使它更易击溃敌方战机护盾。此机型的典型驾驶员有達斯·維達。
鈦復仇者（TIE Avenger）
是银河帝国西纳舰队系统鈦战机中的一种实验性战机，配備更加精巧的瞄准追踪系统、兩门强大的激光機炮和一門光束炮，以及16發震爆飛彈。
鈦轰炸机（TIE/sa bomber）
以鈦战机为原型，帝国工程师设计了一种通过轰炸投放炸弹的鈦轰炸机。为了满足其增强的动力需求，轰炸机装有加长的收集板，比标准星际战机的表面积更大，且太阳能收集板之间有两个圆柱形机舱。飞行员坐在右机舱，而左机舱是轰炸机的炸弹舱。这些炸弹通过机腹的投弹口被投向它们的目标。
鈦/br登陸穿梭機（TIE/br boarding shuttle）
是鈦轰炸机的無武裝版本。主要用於运送大量風暴兵登入敵艦。
鈦截击机（TIE/IN Interceptor）
鈦截击机是隶属于银河帝国的高速截击机，很晚才加入鈦战机家族。一对有缺犹如匕首状的机翼是它的标志，给予它异常流线型的侧面，暗示这种战斗机拥有令人目眩的高速。跟一般鈦战机不同，截击机有四门强大的激光炮被安装在匕首状机翼顶端。
鈦防御者原型（TIE/d Defender）
銀河帝國最新開發的星際戰鬥機，能向地面發射大量飛彈，對地方防禦設施造成大量傷害。與以前所生產的各式鈦戰機不同的是此種戰機配備超空間引擎、重裝炮彈及防護罩。在《星際大戰：反抗軍起義》第3季中顯示此種鈦戰機已在洛塔星上開始進行開發生產。第四季時已開始小規模量產。在第4季第11集時，因洛塔星的燃料精煉廠爆炸使建造工廠嚴重損壞令生產線停擺關閉。但其相關技術之後移轉到第一軍團鈦戰機和精銳特種鈦戰機身上
鈦防御者精英型（TIE Defender Elite）
由鈦防御者原型為基礎所改良升級版本。在达斯．维达测试钛防御者原型后建议索隆改良。比原型拥有更简易的驾驶控制、更快速引擎和更强大火力。在《星際大戰：反抗軍起義》第四季第11集時，因洛塔星的燃料精煉廠爆炸使建造工廠嚴重損壞令生產線停擺關閉。但其相關技術之後移轉到第一軍團鈦戰機和精銳特種鈦戰機身上
鈦打擊者（TIE Striker）
於《星際大戰外傳：俠盜一號》中登場，設計用於在大氣層內巡邏，同時也能在太空作戰。
鈦收割者战机（TIE Reaper）
鈦收割者是鈦戰機中体型最大的，形状类似于放大版的鈦打击者，拥有两门激光炮，除此之外，它还能运送死亡風暴兵。它在星球大戰的遊戲中運載了一個執行官(inquisitor)
鈦/rb重型星際戰鬥機（TIE/rb heavy starfighter）
於《星際大戰外傳：韓索羅》中登場，與其他鈦戰機不同的是它有機器人來輔助。

### 矿业行会常见鈦战机
鈦矿业行会专用机
矿业行会专用鈦战斗机，在一般鈦战机的基础上改进，拥有醒目的黄色涂装和缺角的六边形机翼。這款戰機出現在《星際大戰：反抗軍起義》中登場。

### 第一軍團常见钛战机
第一軍團鈦戰機(TIE/fo space superiority fighter)
到了第一軍團所在的時代，鈦戰機依然在被使用。 第一軍團的標準化戰鬥機即是TIE/fo太空優勢戰鬥機。 第一軍團對鈦戰機系列進行了升級，使之可以滿足現代戰鬥的標準。
精銳特種鈦戰機(TIE/sf space superiority fighter)
在第一軍團的鈦戰機中，TIE/sf太空優勢戰鬥機是一種雙座戰鬥攻擊機，由第一軍團的精銳特種部隊（Special Forces）飛行員使用。 TIE/SF的武器遠比標準鈦戰機強大，激光炮、重型炮和彈頭發射器（warhead launcher）被結合在一起。特種部隊TIE戰鬥機擁有超空間引擎、偏導護盾和高電量電池。高電量電池能為機載系統提供額外動力。這種多功能攻擊機被用於從偵察到戰鬥的所有行動。能搭載一名機師和一名炮手。機身下方激光炮可向後方發射。
鈦滅音者“沉默者”战斗机
由西纳-杰穆斯舰队系统公司生产的TIE/VN“沉默者”战斗机，在《STAR WARS：最後的絕地武士》中作为凯洛·伦座机出场。该型战斗机外形与银河帝国时期的鈦截击机和鈦高级x1星际战斗机类似，它装备了激光炮和导弹发射器。

### 西斯艦隊所用的钛战机
鈦匕首太空優勢戰機(TIE/dg starfighter)
由银河帝国在推翻前所秘密生产的鈦戰機，與以前的鈦戰機不同，這款戰機擁有等邊三角形的機翼，非常靈活，活力也很大，是一款不容小看的鈦戰機。